# 1895 en sport
Cet article présente les faits marquants de l'année 1895 en sport.

## Athlétisme
- 20e édition du championnat britannique de cross-country à Wembley. Steve Cottrill s’impose en individuel ; Birchfield Harriers enlève le titre par équipe.
- 16e édition des championnats AAA d'athlétisme de Grande-Bretagne :
  - Charles Bradley remporte le 100 yards.
  - William Fitzherbert le 440 yards.
  - Edgard Bredin le 880 yards.
  - Fred Bacon le mile et le 10 miles.
  - Henry Munro le 4 miles.
  - Edwin Wilkins le steeplechase.
  - Godfrey Shaw le 120 yards haies.
  - L’Irlandais James Ryan le saut en hauteur (1,81 m).
  - Richard Dickinson le saut à la perche (3,05 m).
  - William Oakley le saut en longueur (6,56 m).
  - L’Irlandais Denis Horgan le lancer du poids (13,50 m).
  - L’Irlandais William Barry le lancer du marteau (40,53 m).
  - Harry Curtis le 4 miles marche.
- 20e édition des championnats d'athlétisme des États-Unis :
  - Bernie Wefers remporte le 100 yards et le 200 yards.
  - Thomas Burke le 440 yards.
  - Charles Kilpatrick le 880 yards.
  - Le Canadien George Orton le mile.
  - Charles Bean le 4 miles.
  - Steven Chase le 120 yards haies.
  - Sidney Syme le 220 yards haies.
  - Mike Sweeney saut en hauteur (1,83 m).
  - Hermann Thomas le saut à la perche (3,05 m).
  - Edward Bloss le saut en longueur (6,75 m).
  - William Hickock le lancer du poids (13,10 m).
  - L’Irlandais James Mitchell le lancer du marteau (42,43 m).

## Automobile
- 18 mai : course automobile italienne, Turin-Asti-Turin. Simone Federman s’impose sur une Daimler.
- 11/15 juin : première édition de la course automobile Paris-Bordeaux-Paris. 22 concurrents. Émile Levassor termine premier de l’épreuve sur une Panhard en 48 heures et 42 minutes.
- 12 novembre : fondation de l’Automobile Club de France, association créée par le marquis Jules-Albert de Dion et le baron de Zuylen, dans le but de faire connaître le monde automobile. L'Automobile-Club organise de nombreuses courses et fut le créateur du premier Grand Prix de l'histoire automobile en 1906, avec le Grand Prix de l'Automobile-Club de France.
- 28 novembre : Le concours du Chicago Times Herald est l'une des premières courses automobiles aux États-Unis, de Chicago à Evanston, un aller-retour de 85 km.

## Bandy
- Les équipes universités d’Oxford et Cambridge s’affrontent à Blenheim Lake dans une partie de Bandy. Oxford s’impose 6-1.

## Baseball
- 30 septembre : 20e édition aux États-Unis du championnat de baseball de la Ligue nationale. Les Baltimore Orioles s’imposent avec 87 victoires et 43 défaites.
- 12 octobre : aux États-Unis, un article du journal Sporting Life signale qu’aucun joueur noir n’a jamais évolué en Ligue nationale, après déjà vingt éditions[réf. nécessaire]. Les joueurs noirs de talent ne manquent pourtant pas, mais ils doivent se contenter d’évoluer dans des formations réservées aux noirs et des « Negro Leagues ».

## Basket-ball
- 9 février : premier match universitaire de basket-ball aux États-Unis. L’Hamline College de Saint-Paul s’impose 9 à 3 face au Minnesota College of Agriculture.

## Cricket
- 29 décembre - 3 janvier : 2e des cinq test matches de la tournée australienne de l’équipe anglaise de cricket. L’Angleterre bat l’Australie par 94 runs.
- 11 - 15 janvier : 3e des cinq test matches de la tournée australienne de l’équipe anglaise de cricket. L’Australie bat l’Angleterre par 382 runs.
- 1er - 4 février : 4e des cinq test matches de la tournée australienne de l’équipe anglaise de cricket. L’Australie bat l’Angleterre par 147 runs.
- 1er - 6 mars : 5e des cinq test matches de la tournée australienne de l’équipe anglaise de cricket. L’Angleterre bat l’Australie par 6 wickets. L’Angleterre remporte la série des Ashes 3-2.
- Le Surrey (17 victoires, 4 nuls et 5 défaites) remporte le championnat britannique de cricket par Comté.
- Victoria gagne le championnat australien, le Sheffield Shield.
- Le Transvaal gagne le championnat sud-africain, la Currie Cup.

## Cyclisme
- Henri Favre est champion de Suisse de cyclisme (course en ligne).
- Henry Luyten est champion de Belgique de cyclisme (course en ligne).
- 11 mai : 5e édition de la course cycliste Bordeaux-Paris. Le Danois Charles Meyer s’impose.
- 2e édition du Grand Prix cycliste professionnel de Paris. Le Français Ludovic Morin s’impose.
- Première édition des championnats du monde professionnels de cyclisme sur piste avec deux épreuves : le Belge Protin remporte le sprint et le Britannique Michael le 100 km avec derby.
- 3e édition des championnats du monde amateurs de cyclisme sur piste à Cologne avec deux épreuves : le Néerlandais Jaap Eden remporte le sprint et le Néerlandais Mathieu Cordang le 100 km avec derby.
- Première édition de la course cycliste espagnole Saint-Sébastien – Madrid. Orencio Pedros s’impose.
- 13e édition de la course cycliste suisse : le tour du Lac Léman. Jacques Goncet s’impose.
- Novembre : fondation de l’Union Cycliste de France.
- 31 décembre : 256 084 bicyclettes recensées en France. Le prix d’un vélo correspond alors à quelque 800 salaires horaires.

## Football
- 24 février : match international au Vélodrome de la Seine : Sélection de Paris 0, Folkestone (Angleterre) 3. Près de 1 500 spectateurs, nouveau record d'affluence français, sont enregistrés malgré les « prix prohibitifs »… Paris: H. Wynn (Standard); W.D. Attrill (Standard A.C.), Rivaz (White-Rovers); Ch. Bernat (Club français), Clarke (White-Rovers), Cox (White-Rovers); J. Wood (White-Rovers), N. Tunmer (Standard), Kemp (White-Rovers), Barkers (Standard), E. Fraysse (Club Français).
- Millwall FC (12 victoires et 4 nuls) remporte le premier championnat de football anglais de la Southern League.
- 3 mars : quarts de finale du championnat de France de football. Le Club français écrase le FEC Levallois 11 à 0 ; Les White-Rovers s’imposent face au Paris Star 8 à 1.
- 10 mars : suite et fin des quarts de finale du championnat de France de football. Le Standard AC écrase l’United SC 13 à 0 ; Le Stade de Neuilly s’impose enfin face au CP Asnières 2 à 1. Ce dernier match fut de loin le quart de finale le plus disputé. Cette partie ne peut livrer de vainqueur au coup de sifflet final et l'arbitre, N. Tunmer, « inventa » alors le but en or car la nuit tombait. Asnières porta réclamation, première historique en France, mais le Commission du Championnat homologua le résultat.
- 17 mars : demi-finales du championnat de France de football USFSA. Les White-Rovers s’imposent 2-1 face au Club Français après une prolongation de deux fois dix minutes. Le Standard AC écrasent pour sa part le Stade de Neuilly 18 à 0 ! Il faut signaler que six des onze joueurs de Neuilly participèrent le matin un cross country de 17km !
- 18 mars : à Kensington, l’Angleterre et le Pays de Galles 1-1.
- 24 mars : finale du deuxième championnat de France de football USFSA : Standard AC 3, White-Rovers 1. On retrouve six des onze finalistes de l'édition 1894 dans l'équipe alignée en finale 1895: H. Wynn; W.D. Attrill, E. Wynn; G. Norris, Ash, N. Tunmer; G. Etherington, O. Hicks, Niegely, A. Tunmer, F. Roques.
- 30 mars : Hearts est champion d’Écosse de football.
- Pays-Bas : HFC Haarlem est champion de l’Ouest ; Vitesse Arnhem champion de l’Est et ZAC Zwolle est champion du Nord.
- 2 avril : fondation du club de football français du Racing Club de Roubaix.
- 6 avril : à Everton, l'Angleterre bat l’Écosse : 3-0.
- 12 avril : à Folkestone (Angleterre) : Folkestone (Angleterre) 8, Sélection de Paris 0. Les Parisiens ne comptent qu'un seul joueur non britannique dans leurs rangs: le Belge Block du Club Français! Les British de Paris étaient Attrill, les frères Wynn, Ash, et Tunmer du Standard; Wood, Cotton, Rivaz, Cox, Clarke et Kepple des White Rovers. 5 000 spectateurs.
- 13 avril : au Caledonian Park (Angleterre). Sélection amateurs de Londres (Angleterre) 11, Sélection de Paris 0. Les Parisiens résistent bien en première période (3-0), mais s'écroulent après la pause, épuisés par le match disputé la veille.
- 15 avril : en Angleterre, le club anglais de Maidenhead (D2 de Southern League) bat 3-0 une Sélection de Paris.
- 20 avril : finale de la 24e FA Cup (179 inscrits). Aston Villa 1, West Bromwich Albion 0. 42 560 spectateurs à Crystal Palace.
- 20 avril : Sunderland AFC (21 victoires, 5 nuls et 4 défaites) est sacré champion d’Angleterre de football. Everton casse pour la première fois la marque des 15 000 spectateurs de moyenne : 17 420. Bury enlève le titre en Division 2.
- AB remporte le championnat de Copenhague de football.
- Des ouvriers des chantiers navals fondent le club de football londonien Thames Iron Works FC (futur West Ham United FC).
- Fusion entre l’Étoile Parisienne et la Société Athlétique de Pantin donnant naissance à l’Olympique de Pantin (futur Olympique de Paris).
- Lomas Athletic Club (8 victoires et 2 nuls) est champion d’Argentine.

## Football australien
- Fitzroy remporte le championnat de Football Australien de l’État de Victoria. South Adelaide champion de South Australia. East Sydney champion de NSW. Fremantle champion du Western.

## Football gaélique
- 24 mars : finale du 7e championnat d’Irlande de Football gaélique : match nul entre Dublin et Cork ; match à rejouer.
- 21 avril : finale à rejouer du 7e championnat d’Irlande de Football gaélique : Dublin bat Cork.

## Golf
- 4 octobre : première édition de l’US Open de golf. L’américain natif d’Angleterre, Horace Rawlins, s’impose.
- 8 novembre : première édition du championnat des États-Unis féminin de golf amateurs à New York. Mrs Brown s’impose devant onze concurrentes.
- John H. Taylor remporte le British Open de Golf à Saint Andrews.

## Hockey sur gazon
- Fondation à Calcutta (Inde) du club de hockey sur gazon de Calcutta Hockey Club.
- 23 novembre : fondation en Angleterre de la ligue nationale de hockey sur gazon féminin. Elle regroupe à ses débuts huit clubs (plus de 300 clubs en 1904).

## Hockey sur glace
- 9 mars : Victorias Montréal remporte la Coupe Stanley de hockey sur glace.

## Hurling
- 24 mars : finale du 7e championnat d’Irlande de Hurling : Cork bat Dublin.

## Jeu de paume
- L’Anglais Peter Latham succède à Saunders comme « Champion du Monde » de Jeu de Paume.

## Joute nautique
- B. Goudard (dit lou grand) remporte le Grand Prix de la Saint-Louis à Cette.

## Natation
- Premier numéro de l’hebdomadaire britannique spécialisé dans la natation Swimming.

## Patinage sur glace
- 4e édition des championnats d’Europe de patinage artistique et de patinage de vitesse à Budapest. Le Hongrois Tibor von Foldvary remporte l’épreuve de patinage artistique.
- 26 - 27 janvier : championnats d’Europe de patinage de vitesse à Budapest (Hongrie).
- 23 - 24 février : championnats du Monde de patinage de vitesse à Hamar (Norvège).

## Rugby à XIII
- Fondation à Leeds de la Northen Football Union par 22 clubs du Nord de l’Angleterre lassés par l’attitude bornée de la Rugby Football Union concernant, notamment, le professionnalisme. C’est le point de départ du Jeu à XIII (Rugby League), même si le passage de 15 à 13 joueurs remonte seulement à 1906.

## Rugby à XV
- 5 janvier : match international de rugby entre l’Angleterre et le Pays de Galles à Swansea. L’Angleterre s’impose.
- 2 février : l’Angleterre bat l’Irlande à Dublin.
- 9 mars : l’Écosse bat l’Angleterre à Richmond.
- 17 mars : le Stade français est champion de France de rugby en s'imposant en finale face à l'Olympique de Paris.
- Le Yorkshire est champion d’Angleterre des comtés.
- La Western Province remporte le championnat d’Afrique du Sud des provinces, la Currie Cup.

## Ski
- Première compétition de ski en Allemagne (Tauenberg). Un skieur norvégien s’impose.

## Sport hippique
- États-Unis : Halma gagne le Kentucky Derby.
- Angleterre : Sir Visto gagne le Derby.
- Angleterre : Wil Man from Borneo gagne le Grand National.
- Irlande : Portmarnock gagne le Derby d'Irlande.
- France : Ommium II gagne le Prix du Jockey Club.
- France : Kasbah gagne le Prix de Diane.
- Australie : Auraria gagne la Melbourne Cup.

## Tennis
- 5e édition du championnat de France : le Français André Vacherot s’impose en simple hommes
- 19e édition du Tournoi de Wimbledon :
  - L’Anglais Wilfred Baddeley s’impose en simple hommes.
  - L’Anglaise Charlotte Cooper en simple femmes.
- 15e édition du championnat des États-Unis :
  - L’Américain Fred Hovey s’impose en simple hommes.
  - L’Américaine Juliette Atkinson s’impose en simple femmes.

## Voile
- Henry Haff sur Defender remporte la Coupe de l'America.

## Volley-ball
- Invention du Volley-Ball par l’Américain William G. Morgan.

## Water-polo
- Le water-polo est introduit à Bruxelles par membres des Cercles des Régates.

## Naissances
- 2 février : George Halas, joueur américain de football U.S. († 31 octobre 1983).
- 6 février : Babe Ruth, joueur de baseball américain. († 16 août 1948).
- 11 février : Maurice Cottenet, footballeur français, gardien de but de l'équipe de France de 1925 à 1927. († 11 avril 1972).
- 11 mai : Jacques Brugnon, joueur de tennis français. († 20 mars 1978).
- 23 mai : Paul Baron, international de football français. (° 1973).
- 24 juin : Jack Dempsey, boxeur américain, champion du monde des poids-lourds de 1919 à 1926. († 31 mai 1983).
- 26 juin : George Hainsworth, gardien de but de la Ligue nationale de hockey. († 9 octobre 1950)
- 18 septembre : Jean Batmale, international de football français. († 3 juin 1973).
- 16 décembre : Édouard Filliol, joueur professionnel suisse de hockey sur glace († 19 mars 1955).